# Conus vimineus
Conus vimineus é uma espécie de gastrópode do gênero Conus, pertencente a família Conidae.